# Human Traffic
Human Traffic  è un film del 1999 scritto e diretto da Justin Kerrigan.

## Il film
Racconta di un gruppo di cinque ragazzi di Cardiff che durante la settimana si adopera in lavori saltuari, in attesa di scatenarsi nel week-end in un mix di discoteche, sesso e pasticche. Scritto e diretto dall'esordiente Justin Kerrigan, il film ha raccolto un enorme successo di critica in Gran Bretagna, dove alcune divertenti situazioni come la "Teoria sulle droghe in Guerre stellari" e la "Politica dello spinello" sono diventate un cult. In maniera divertente Kerrigan ha voluto darci l'immagine dei giovani gallesi di fine millennio: le loro vite ruotano attorno ad elementi come droghe sintetiche, locali, discoteche, liste per entrare nei locali più "giusti", telefonini, pupille dilatate e balli sfrenati. 

## Trama
Human Traffic è la storia di 5 ragazzi gallesi e del loro weekend tanto atteso.
Jip (John Simm) e Lulu (Lorraine Pilkington) sono grandi amici e hanno entrambi qualche problema: Jip è preoccupato per suoi fallimenti sessuali, forse dovuti all'uso di droghe, e teme di essere diventato impotente; il fidanzato di Lulu non soffre invece di questi problemi, soprattutto quando lei non è nei paraggi: Lulu, stanca di essere tradita, lo lascia. Tocca quindi ai suoi amici tirarle su il morale durante il fine settimana.
Koop (Shaun Parkes) e Nina (Nicola Reynolds) stanno insieme da tempo e vivono felicemente la loro relazione, se non fosse che Koop, quando è in preda alla gelosia e alla paranoia, crede che lei vada a letto con chiunque le capiti sotto tiro. Moff (Danny Dyer) è un adolescente in crisi pressato dalle responsabilità sociali ribaditegli dalla famiglia, e vede come unica via di scampo l'assunzione di trip e droghe. Il film non parla semplicemente di questo ma intende mostrare come la società odierna ignori i sogni individuali dei giovani, frustrandoli ed opprimendoli sotto formalità e insicurezze che spingono i protagonisti a cercare la libertà e l'unione agli altri attraverso comportamenti evasivi come droghe e balli. 
I ragazzi, infatti, trascorrono la settimana facendo qualche lavoro, talvolta umiliante, e aspettando con ansia il fine settimana che decideranno di trascorrere tra una festa e un'altra all'insegna dello sballo.

## Colonna sonora
La colonna sonora di Human Traffic ha visto la partecipazione di diversi produttori discografici di musica dance dell'epoca, tra cui Armand Van Helden, Fatboy Slim, Jacknife Lee, Ferry Corsten, Carl Cox, Felix da Housecat, Orbital, Death in Vegas, Primal Scream, Liquid Child e Underworld.

## Riconoscimenti
- 1999 – British Independent Film Awards
  - Miglior produzione